# 15 Bateria Artylerii Konnej
15 Bateria Artylerii Konnej (15 bak) – pododdział artylerii konnej Wojska Polskiego II RP. Bateria nie występowała w pokojowej organizacji wojska.

## 15 bak w kampanii wrześniowej
Sformowana została w dniach 24–26 sierpnia 1939, w Dąbrówce koło Służewca, w grupie jednostek oznaczonych kolorem zielonym. Jednostką mobilizującą był 1 dywizjon artylerii konnej. Bateria otrzymała dobre konie z poboru. Została uzbrojona w 2 ciężkie karabiny maszynowe  wz. 30 i dwa ckm wz. 14. 27 sierpnia pododdział przetransportowany został koleją do Radziwia i wszedł w skład załogi Przedmościa „Płock”, której trzon stanowił batalion ON „Warszawski I” majora Franciszka Żebrowskiego. W Płocku prowadzono intensywne szkolenie i zgrywanie zaprzęgów. 1 września podczas bombardowania Płocka bateria poniosła pierwsze straty – poległ jeden żołnierz, a jeden został ranny.
5 września bateria podporządkowana została gen. bryg. Marianowi Przewłockiemu. W nocy z 6 na 7 września pododdział przegrupował się do Wyszogrodu, gdzie wszedł w skład załogi tamtejszego przedmościa. Kolejnej nocy bateria razem z 26 pułkiem Ułanów Wielkopolskich pomaszerowała do Cybulic. W nocy z 9 na 10 września pododdział dotarł do rejonu Jabłonny, gdzie zawrócony został na zachód, do Puszczy Kampinoskiej. 10 września około 10:00 bateria dotarła w okolice Kromnowa. Kolejna zmiana rozkazów zmusiła pododdział do dalszego wysiłku marszowego. W nocy z 10 na 11 września bateria przegrupowała się do Tarchomina, a następnej nocy, razem z 9 dywizjonem artylerii konnej, do lasów w rejonie Starej Miłosny. 12 września 15 bak wcielona została do 2 dywizjonu artylerii konnej. 13 września bateria pomaszerowała do rejonu Dębe Wielkie, gdzie zajęła stanowiska ogniowe na południe od szosy brzeskiej. Tego dnia pododdział przeszedł swój chrzest bojowy wspierając natarcie Wołyńskiej Brygady Kawalerii na Mińsk Mazowiecki. W nocy z 13 na 14 września, po załamaniu się natarcia, bateria wycofała się do rejonu Garwolina, a następnej nocy do rejonu Baranów-Łysobyki. W trakcie marszu zdezerterował dowódca drużyny cekaemów – Niemiec z pochodzenia. W nocy z 15 na 16 września bateria maszerowała na Lubartów i dalej na Rejowiec, Uchanie (20 września). Podczas przemieszczania się była kilkakrotnie bombardowana, w wyniku których kilku kanonierów zostało rannych i utracono kilka koni. Podczas jednego z nocnych przemarszów jeden z działonów, ubezpieczając przekroczenie przez kawalerię szosy, otworzył ogień na wprost do niemieckiej kolumny samochodów niszcząc kilka z nich. 15 bateria dotarła doPrzewala. Tu zatrzymano się 21 września. Następnego dnia bateria wzięła udział w drugiej bitwie pod Tomaszowem Lubelskim. Ze stanowisk ogniowych położonych na południe od Zubowic, pododdział prowadził ogień do celów wskazanych dowódcę 2 dak, a  z mapy przez szefa sztabu Wołyńskiej BK, mjr. dypl. Wilhelma Lewickiego. Bateria stoczyła również pojedynek ogniowy z niemiecką baterią artylerii, zmuszając ją do wycofania się. 23 września bateria maszerowała przez Majdan Krynicki-Suchowolę, gdzie była atakowana przez dwa niemieckie samoloty. Ranny został jeden kanonier i utracono trzy konie. Podczas marszu przy przekraczaniu szosy Zamość – Tomaszów Lubelski kolumna baterii została ostrzelana ogniem broni maszynowej. W odpowiedzi jeden z działonów ogniem na wprost zniszczył niemieckie stanowisko i kilka nadjeżdżających pojazdów niemieckich. Około 13:00 bateria dotarła do rejonu Jacni. Po rozwinięciu bateria ostrzelała stanowiska niemieckiej broni maszynowej na wzgórzu znajdującym się na południowy wschód od wsi. Następnie skutecznie ostrzelała kolumnę niemieckich samochodów, stojącą na szosie Zamość – Krasnobród, którą porzucili żołnierze niemieccy ostrzeliwani przez baterię. Obsługa punktu obserwacyjnego część pojazdów zniszczyła, podpalając je. Ze stanowisk w rejonie domu wypoczynkowego wspierała natarcie kawalerii na Jacnie i po jej zdobyciu na wzgórze 329. Natarcie kawalerzystów na wzg. 329 załamało się, a 15 bak znalazła się pod ostrzałem 3–4 baterii niemieckich. Odwrót kawalerii był osłaniany przez 15 bak i 2 działową baterię 3/2 dak. Odwrót kawalerzystów przerodził się w ucieczkę. 15 bateria znalazła się pod ogniem artylerii niemieckiej, ok. godz. 17:00 na rozkaz dowódcy 2 dak bateria wycofała się, w czasie tej walki zniszczony został jeden jaszcz. Dowódca baterii został ranny i utracił łączność z pododdziałem. Wieczorem tego samego dnia, w rejonie kolonii Niemirówek, na rozkaz dowódcy 2 dak, ppłk. Jana Kamińskiego, żołnierze uszkodzili cztery 75 mm armaty wzór 1902/1926 i trzy jaszcze oraz zatopili je wraz z posiadaną jeszcze amunicją w pobliskich stawach. 24 września żołnierze baterii dotarli do m. Huta Różaniecka. Część z nich weszła w skład „oddziału kawalerii ppłk. Kamińskiego”, a około dwudziestu, w tym por. Łukaszewicz, ranny ppor. rez. Barcz, ppor. rez. Jezierski, ogn. pchor. Wereszczyńskii i szef baterii, dołączyło do 3 baterii 1 dak. 27 września „oddział kawalerii ppłk. Kamińskiego” dostał się do niewoli niemieckiej, natomiast grupa por. Łukaszewicza podzieliła los oddziałów Grupy Operacyjnej Kawalerii gen. Andersa.

## Obsada personalna 15 bak we wrześniu 1939
- dowódca – kpt. Walenty Rakowski[5] (ranny 23 IX pod Jacnią)
- oficer ogniowy – por. Józef Łukaszewicz
- oficer zwiadowczy – ogn. pchor. Włodzimierz Wereszczyński
- dowódca I plutonu – ppor. rez. Stanisław Gerard Jezierski
- dowódca II plutonu – ppor. rez. Stanisław Barcz (ciężko ranny 23 IX 1939 pod Jacnią)
- celowniczy – Goldberg
- celowniczy – Kac
- jaszczowy 3 działonu – bomb. Stojan
- szef baterii – ogn. Józef Radzikowski
- działonowy – kpr. Jan Bombała († 1 IX 1939 Płock)
- trębacz – bomb. Augustynia († 13 IX 1939 Dębe Wielkie)